# Scott Marlowe
Scott Marlowe (24 de junio de 1932 – 6 de enero de 2001) fue un actor teatral, cinematográfico y televisivo de nacionalidad estadounidense.

## Biografía

### Inicios
Su nombre verdadero era Ronald Richard DeLeo, y nació en Newark, Nueva Jersey, siendo sus padres Emil y Constance Severini DeLeo. Era medio hermano de Claudia, Dean y Robert DeLeo, estos últimos guitarrista y bajista de la banda grunge Stone Temple Pilots. Debutó en televisión en 1951 en Pulitzer Prize Playhouse (1950–52) con el episodio "Hostage"
Su primera película fue Attila (1954). Dos años más tarde fue John Goodwin en el episodio "In Summer Promise", perteneciente a General Electric Theater. En 1957 fue el soldado Meredith en el film bélico Men in War. Otro de sus papeles fue el de Jimmy Budd, actuando con Ronald Reagan y Nancy Reagan en "The Long Shadow", un capítulo de Dick Powell's Zane Grey Theater, que dirigió Budd Boetticher y se emitió el 19 de enero de 1961.
Marlowe interpretó a menudo a jóvenes problemáticos en películas de los años 1950 y 1960, entre ellas The Scarlet Hour (1956), The Restless Breed (1957), The Cool and the Crazy (1958), Riot in Juvenile Prison (1959), The Subterraneans (1960) y A Cold Wind in August (1961).

### Series western
En 1956 Marlowe fue Knox Cutler en el film western The Young Guns. En 1958 empezó a actuar en diferentes programas televisivos westerns, siendo Jess "Little Elk" Carswell en la serie de NBC Wagon Train, con Ward Bond. En 1959 fue John Wesley Hardin en el episodio "The Turning Point", dentro de la serie de ABC Bronco.
En 1960 encarnó a "The Kid from Nowhere" en la serie de la CBS Hotel de Paree, que protagonizaban Earl Holliman y Jeanette Nolan. Ese mismo año fue Mickey Free en "Apache Blood", episodio de la serie de Clint Walker para ABC Cheyenne. También en 1960 encarnó a Clancy Jones en "The Show-Off", entrega del show de NBC Law of the Plainsman, con Michael Ansara como primer actor. Igualmente actuó para la CBS en Dick Powell's Zane Grey Theater.
Marlowe trabajó en tres capítulos de Have Gun – Will Travel, y otra serie para la cual actuó en varios episodios entre 1963 y 1966 fue la protagonizada por James Arness y producida por CBS Gunsmoke. En 1964 fue Lee Hewitt en "The Roper", episodio del show de NBC Bonanza. Trabajó como Billy Kells en 1970 en el capítulo "The Experiment", perteneciente a la serie de CBS Lancer, con Andrew Duggan, James Stacy y Wayne Maunder.

### Series dramáticas y de aventuras
En la década de 1960, Marlowe siguió actuando en serie dramáticas y de aventuras, a menudo interpretando a jóvenes problemáticos. Trabajó dos veces en 1961 en la serie de ABC Target: The Corruptors!, en los episodios "A Man's Castle" (como Tito) y "Mr. Meglomania" (como Phil Manzak). En 1961 fue Armand Fontaine, un asesino en serie, en "Effigy in Snow" una entrega del show de CBS Ruta 66. Fue también Eliot Gray en "The Throwback", entrega emitida en 1961 perteneciente al programa de CBS Alfred Hitchcock presenta. Otras producciones para las que actuó fueron Thriller, Dr. Kildare y The Detectives Starring Robert Taylor.
En 1962 trabajó en Checkmate con Anthony George, Doug McClure y Sebastian Cabot. Otras de sus actuaciones tuvieron lugar en 1962 en los drama de la NBC Saints and Sinners (con Nick Adams) y de la ABC Stoney Burke, siendo en este último Soames Hewitt en el episodio "Point of Honor". Otro drama en el cual participó en 1962 fue el emitido por la NBC The Eleventh Hour, con Wendell Corey y Jack Ging, interpretando a Stanley Filmore en el capítulo "Where Have You Been, Lord Randall, My Son?".  Al año siguiente participó en tres series médicas de la ABC: The Nurses, Ben Casey y Breaking Point, esta última protagonizada por Paul Richards, y en la cual Marlowe fue Jason Landros en "Solo for B-Flat Clarinet".
Además, actuó dos veces en la temporada 1963-1964 en la serie de la ABC The Outer Limits. Entre 1966 y 1973 Marlowe tuvo 10 actuaciones para el show dramático de ABC The F.B.I., que protagonizaba Efrem Zimbalist, Jr. En ese tiempo trabajó también en Owen Marshall: Counselor at Law, Ironside, Cannon, Mannix y Hawaii Five-O.
En seis ocasiones fue Nick Koslo en la serie de 1976-77 Executive Suite, actuó dos veces en la de CBS Barnaby Jones, y en 1975 trabajó en el film Journey into Fear. Su trabajo televisivo continuó en los años 1980 con las series Matt Houston, T.J. Hooker y Days of Our Lives. Fue Keeve Falor en el episodio "Ensign Ro", perteneciente a la quinta temporada de la serie Star Trek: The Next Generation.

### Últimos años
En la década de 1990, Marlowe fue en dos ocasiones Al Brackman en Matlock, actuando también en Los misterios del padre Dowling y Jake and the Fatman. Su trabajo más conocido de la década fueron sus 65 actuaciones en 1994 como Michael Burke en la serie Valley of the Dolls. Además, en 1995 fue Avery Nugent en "School for Murder", episodio de Murder, She Wrote.
Marlowe fue también actor teatral. Su actuación más reconocida tuvo lugar en el Chicago Civic Theatre con una producción de la pieza de Arthur Miller Muerte de un viajante. Además, fue miembro fundador del Theatre West de Los Ángeles.
Marlowe falleció a los 68 años de edad a causa de un infarto agudo de miocardio en Los Ángeles, California. Marlowe no se casó nunca.

## Selección de su filmografía

### Cine
- 1954: Attila
- 1956: The Scarlet Hour
- 1956: Gaby
- 1956: The Young Guns
- 1957: Men in War
- 1957: The Restless Breed
- 1958: Young and Wild
- 1958: The Cool and the Crazy
- 1959: Riot in Juvenile Prison
- 1960: The Subterraneans
- 1961: A Cold Wind in August
- 1963: Lonnie
- 1964: The Unknown
- 1970: Night Slaves (telefilm)
- 1971: Travis Logan, D.A.
- 1975: Journey Into Fear
- 1978: The Critical List (telefilm)
- 1981: Circle of Power
- 1982: Thou Shalt Not Kill (telefilm)
- 1989: No Place Like Home (telefilm)
- 1993: Lightning in a Bottle
- 1994: Following Her Heart (telefilm)
- 1994: Chasers
- 1994: Seasons of the Heart
- 1998: Counter Measures

### Series TV
- 1958 : Wagon Train
- 1960 : Hotel de Paree
- 1961 : Route 66
- 1961 : Thriller
- 1961 : Alfred Hitchcock presenta
- 1962 : Stoney Burke
- 1962 : Dr. Kildare
- 1962 : Saints and Sinners
- 1962 : The Detectives Starring Robert Taylor
- 1962 : King of Diamonds
- 1963, 1964, 1965, 1966 : Gunsmoke
- 1963, 1964 : The Outer Limits
- 1963 : Ben Casey
- 1964 : Rawhide
- 1964 : Bonanza
- 1966, 1967, 1968, 1969, 1970, 1973 : The F.B.I.
- 1968, 1974 : Mannix
- 1970 : Misión imposible
- 1971 : Medical Center
- 1972 : The Streets of San Francisco
- 1972 : Ironside
- 1973 : Cannon
- 1974 : Police Story
- 1974 : Hawaii Five-0
- 1974, 1979 : Barnaby Jones
- 1975 : Adams of Eagle Lake
- 1976-1977 : Executive Suite
- 1978 : Quincy M.E.
- 1978 : The Rockford Files
- 1984 : Matt Houston
- 1984 : Automan
- 1984 : Days of Our Lives
- 1985 : Fame
- 1985 : T.J. Hooker
- 1989 : La bella y la bestia
- 1989 : Hunter
- 1989 : Thirtysomething
- 1990 : Father Dowling Mysteries
- 1990 : Matlock
- 1991 : Star Trek: The Next Generation
- 1991 : Jake and the Fatman
- 1995 : Murder, She Wrote